# Shiwo Lobsang Dhargye
Ne doit pas être confondu avec Lobsang Dargyal.
Shiwo Lobsang Dhargye (tibétain : ཞེ་བོ་བློ་བཟང་དར་རྒྱས, Wylie : zhe bo blo bzang dar rgyas) aussi écrit Shewo Lobsang Dhargyal ou Shawo Lobsang Dargyal, né en 1933 à Chum Tréling (tibétain : འཆུམ་བཀྲས་གླིང, Wylie : 'chum bkras gling) et mort le 23 octobre 2024 à Philadelphie, est un homme politique tibétain.

## Biographie
Shiwo Lobsang Dhargye est né en 1933 dans le Tsang, au sud-ouest du Tibet. Il se marie à Yangchen Dolkar de la famille Shiwo dans le Lhoka.
À 17 ans, il est admis au Tsikhang, l'école administrative de Lhassa formant les fonctionnaires laïcs du gouvernement du Tibet. Sa formation, qui comprend l'écriture officielle et le calcul mathématique, dure 1 an. En 1949, à 18 ans, il est fonctionnaire du 7e rang, rattaché au Tsikhang et s'installe à Lhassa avec son épouse.
En 1954, après un pèlerinage en Inde, il est nommé à Samdrowa, près des plaines du nord. Cette même année, il est affecté au dzong de Lhuntsé où il reste 4 ans.
En 1957, il se rend en Chine pour six mois dans le cadre des visites de fonctionnaires tibétains organisées par les autorités chinoises.
Il est présent à Lhassa lors du soulèvement tibétain de 1959 et est arrêté par les autorités chinoises. Il est emprisonné comme suspect, sans preuve ni peine définie. Après environ 6 mois, il est envoyé dans le Gansu avec un groupe de 73 prisonniers tibétains, principalement d'anciens fonctionnaires. Ses biens lui sont confisqués, et sa maison placée sous scellée par décision du Comité local des travailleurs. Il est emprisonné à Juizhen, une vaste prison nouvellement construite, où il travaille dans l'usine agricole de Trang Jao et connait la grande famine de 1961. Après 3 ans, seuls 20 membres du groupe des 73 Tibétains sont encore en vie.
En 1962, il est envoyé à Drapchi avec les autres survivants. Un an plus tard, ils sont autorisés à revoir leurs familles. Il travaille toute la journée, et subit des séances d'autocritique (thamzing).
En 1967, son jugement est prononcé, il est condamné à 15 ans de prison en tant que fonctionnaire du 7e rang de l'ancienne société tibétaine. Il subit un thamzing qui dure 5 jours.
En 1969, on lui annonce que sa femme demande le divorce, ce qu'il accepte, sachant sa vie difficile. Oisive jusqu'en 1959, elle a failli mourir durant la grande famine de Lhassa, puis elle rejoint une école de rééducation des membres de la « classe exploitante ».
Libéré en 1974, il se retrouve en semi-liberté jusqu'en 1979, travaillant et logeant à la prison. Cette même année, il revoit sa femme et son fils. Étiqueté fils de réactionnaire, son fils n'a pas été autorisé à entrer dans une école secondaire.
En 1980, sa femme malade est hospitalisée, mourante, elle lui suggère de se remarier à sa sœur cadette.
Il est ensuite nommé professeur à Xi'an, puis à l'Université du Tibet à Lhassa.
Il part en Inde en 1985, où il est nommé ministre du Kashag en 1986. Le 5 novembre 1988, il est ministre du Département de la religion et de la culture et du Département de la santé.
Il démissionne du Kashag en 1990, puis dirige le Institut de médecine et d'astrologie tibétaine de 1990 à 1993.
Il est commissaire de la Commission suprême de justice tibétaine de 1997 à 1999. 
En 2001, il rejoint l'équipe qui travaille à la biographie du 14e dalaï-lama à l'Institut Norbulingka et qui comprend également Kalsang Yeshi, Ngawang Dondup Narkyid, Sonam Topgyal, Drakpa Tendar, Namgyal Dorje et Pema Rinzin.